# Biuletyn Biura Historycznego CRZZ
Biuletyn Biura Historycznego CRZZ – kwartalnik ukazujący się w Warszawie w latach 1962–1966. 
Wydawcą było Biuro Historyczne Centralnej Rady Zrzeszenia Związku Związków Zawodowych. Redaktorami naczelnymi byli: Zygmunt Kratka, Lucjan Kieszczyński, od 1965, nr 4 – Józef Siwek. Łącznie ukazało się 20 numerów. Jego kontynuacją był wydawany w latach 1967–1988 „Kwartalnik Historii Ruchu Zawodowego”.